# Michel Rocard
Pour les articles homonymes, voir Rocard.
Michel Rocard, né le 23 août 1930 à Courbevoie et mort le 2 juillet 2016 à Paris, est un homme d'État français. Il est Premier ministre du 10 mai 1988 au 15 mai 1991.
Haut fonctionnaire, militant socialiste dès 1949, il prend en 1967 la tête du Parti socialiste unifié (PSU), qu'il représente à l'élection présidentielle de 1969, où il recueille 3,6 % des voix. Élu député des Yvelines, il rejoint en 1974 le Parti socialiste (PS), au sein duquel il incarne une « deuxième gauche », réformiste et anticommuniste : il fait ainsi figure de principal rival du dirigeant du parti, François Mitterrand.
Bien que favori des sondages pour porter la candidature du PS à l'élection présidentielle de 1981, il choisit finalement de ne pas se présenter. Après l'élection de François Mitterrand et la nomination de Pierre Mauroy à Matignon, il devient ministre d'État, ministre du Plan et de l'Aménagement du territoire. Nommé ministre de l'Agriculture, maintenu dans ses fonctions sous Laurent Fabius, il démissionne du gouvernement en 1985 en raison de désaccords avec l'exécutif.
À la suite de la réélection de François Mitterrand en 1988, il est nommé Premier ministre. Sans majorité absolue après les élections législatives anticipées, il forme un gouvernement d'ouverture et recourt à l'article 49.3 de la Constitution à vingt-huit reprises – un record –, notamment pour les lois de finances (dont celle instituant la CSG) et une réforme de l'audiovisuel. Il fait voter le RMI et conclut les accords de Matignon. Après trois années en fonction, il est poussé à la démission par François Mitterrand, avec qui ses relations restent tendues.
Toujours populaire, il devient premier secrétaire du Parti socialiste après la défaite historique de la gauche aux législatives de 1993. Mais son incapacité à rassembler et l'échec aux élections européennes de 1994 l’amènent à quitter la tête du parti et à renoncer définitivement à ses ambitions présidentielles. Brièvement sénateur, il reste député européen jusqu'en 2009 et termine sa vie en tant qu'ambassadeur des pôles.

## Biographie

### Famille
Michel Rocard est issu d'une famille de la moyenne bourgeoisie, protestant du côté de sa mère, ancienne élève de l'École normale supérieure de jeunes filles Renée Favre, catholique du côté de son père Yves Rocard, résistant, professeur et chercheur en physique,, considéré comme l'un des pères de la bombe atomique française, qui se disait cependant agnostique.
Marié à Vebron (Lozère) en 1954 avec la sociologue Geneviève Poujol, le couple a deux enfants, Sylvie (éducatrice) et Francis. Il se sépare en 1968. 
Remarié en 1972 avec Michèle Legendre (1941-2010), docteur en psychologie, le couple a deux enfants, Loïc et Olivier.
Le 20 avril 2002, il épouse Sylvie Pélissier, conseillère en communication. 
Il est également apparenté à l'actrice Pascale Rocard, sa petite-cousine.

### Formation
Michel Rocard passe par le scoutisme unioniste où il entre comme « louveteau », avant d'être « éclaireur ». Il exerce des responsabilités trois ans comme chef de troupe adjoint et trois ans comme chef de troupe (ayant d'ailleurs Lionel Jospin comme éclaireur). Il porte alors le totem (surnom scout) d'« hamster érudit ».
Après avoir été à l'école primaire avec Claude Chabrol, il est élève à l'Ecole alsacienne puis au lycée Louis-le-Grand, et obtient son baccalauréat scientifique mention assez bien en 1946, grâce à ses bonnes notes dans les matières littéraires. Inscrit en hypotaupe (Math Sup), il comprend qu'il n'a pas en sciences les mêmes dons que son père qui le destine pourtant à une carrière scientifique comme la sienne. Il décide de se détourner de cette voie, ce qui provoque un conflit familial : son père, souhaitant qu'il entre à Polytechnique, lui coupe les vivres dans un premier temps. Il entre, en 1947, à l'Institut d'études politiques de Paris où il rencontre notamment Jacques Andréani, Jacques Chirac, Robert Pandraud. Son père l'envoie les deux étés de 1946 et 1947 en Angleterre, ce qui lui permet de devenir bilingue. Pour subvenir à ses frais d'études, son père le fait engager pendant deux ans comme tourneur-fraiseur dans son laboratoire de physique de l'École normale supérieure, où il a pour contremaître un militant politique et syndical qui l'initie à l'histoire de la gauche. C'est avant tout pour militer en faveur de l'Europe qu'il adhère en 1949 aux Étudiants socialistes SFIO, où il essaie en vain d'attirer le jeune Jacques Chirac. Il rencontre Victor Fay en 1953 et tire un grand enseignement de cet intellectuel militant. Michel Rocard dit : « Victor Fay était un personnage extraordinaire. Il tenait la chronique du monde soviétique à la RTF et venait nous faire des séminaires d'éducation marxiste. Nous nous réunissions depuis octobre 1955 une fois par semaine entre une quinzaine de participants. Nous nous rendions à son domicile… La pédagogie de Fay était rude mais d'une efficacité terrible… Ma rencontre avec Victor Fay est une des clés de mon orientation ». Il entre à l’ENA en 1956 (promotion 18-Juin), et en sort en 1958.
Michel Rocard est aussi pilote de planeur.

### Entrée au PSU et guerre d'Algérie
Alors que se déclare la guerre d'Algérie, il rejoint les socialistes en rupture avec Guy Mollet à propos de la politique algérienne. C'est par refus des guerres coloniales qu'il décide d'entrer en politique. Il qualifie d’« assassin » le ministre de la Justice d’alors, François Mitterrand, qui n'est pas favorable, dans 80 % des cas, aux demandes de grâce de condamnés à mort algériens.
Il adhère au Parti socialiste autonome (PSA) dès sa création par Édouard Depreux et Alain Savary. Il écrit : « Pendant plus d'un siècle, la France a prétendu mener en Algérie la politique dite de l'assimilation, qui seule justifiait l'intégration de l'Algérie dans le territoire de la République. En fait, cette politique fut proclamée et jamais appliquée […] L'égalité des devoirs existait, et notamment l'impôt du sang, mais point d'égalité des droits ». Il relève « une mentalité proche de la ségrégation raciale qui interdisait aux musulmans, sauf exception, l'accès aux fonctions de responsabilités, même mineures, dans leur propre pays ».
Il rédige pour la SFIO un rapport dénonçant les camps de regroupement dans lesquels seraient « parqués » deux millions de paysans, soit la moitié de la population algérienne rurale,,. Envoyé sur place en 1958 comme inspecteur des finances, il aurait découvert que des milliers de personnes étaient menacées de famine dans l'ignorance de la population et l'indifférence apparente des autorités civiles et militaires. Accueilli à Alger par son ami le sous-lieutenant Jacques Bugnicourt, il le met au courant que l'armée française procéderait, dans le plus grand secret, à des déplacements massifs de population, afin d'empêcher le FLN de s'enraciner sur place, de le priver de son ravitaillement et permettre à l'aviation le bombardement au napalm.
Michel Rocard se voit confier officieusement une enquête sur les camps de regroupement jusque-là passés sous silence. Cette enquête a lieu de septembre à novembre 1958. Il sillonne l'Algérie dans un rayon de 500 km autour d'Alger et visite notamment des douars et mechtas. Il estime à 200 000 les morts de faim,. Le 17 février 1959, Michel Rocard rend son rapport à Paul Delouvrier, qui le fait taper en neuf exemplaires. Il lui en confie deux en lui demandant de le transmettre par ses propres moyens au plus proche entourage du général de Gaulle au cas où il ne parviendrait pas lui-même à entrer en contact avec le chef de l'État,. Le rapport est publié le 17 avril 1959 dans France Observateur, puis le lendemain dans Le Monde. Le Premier ministre, Michel Debré, aurait alors en vain tenté de le révoquer.
En 1960, Michel Rocard participe à la fondation du Parti socialiste unifié (PSU) — fusion du PSA et de l'Union de la gauche socialiste (UGS, chrétiens de gauche) auxquels s'ajoutent d'anciens communistes dissidents —, rejoint en 1961 par Pierre Mendès France.

### Premières responsabilités
Michel Rocard est nommé inspecteur des Finances en 1958, puis secrétaire général de la Commission des comptes et des budgets économiques de la nation en 1965. Remarqué lors des Rencontres de Grenoble en 1966, il devient secrétaire général du PSU en 1967. Michel Rocard prend, à partir de 1953, le pseudonyme de « Georges Servet » (du nom d'un hérétique protestant, Michel Servet) ; c’est sous ce nom qu'il est connu au PSU avant 1967. Il partage également le nom de plume « Jacques Malterre » avec Hubert Prévot. En Mai 68, il joue un certain rôle car l’UNEF, le principal syndicat étudiant, est contrôlée par les étudiants du PSU dont fait notamment partie Jacques Sauvageot, alors vice-président de l’UNEF. Il accompagne Pierre Mendès France au meeting de Charlety.
Après la défaite du général de Gaulle lors du référendum du 27 avril 1969, Michel Rocard en appelle à « un pouvoir de transition vers le socialisme ». Il se présente à l’élection présidentielle de 1969, où il recueille de 3,61 % des suffrages exprimés ; ce score est inférieur aux 4,94 % obtenus par le PSU au premier tour des élections législatives de 1968. De son côté, le candidat socialiste Gaston Defferre, allié à Pierre Mendès France, n’obtient que 5 %.
Michel Rocard se présente à l'élection législative partielle d'octobre 1969 dans la 4e circonscription des Yvelines, et bat le Premier ministre sortant Maurice Couve de Murville. Il perd ce siège en 1973. Il critique le Programme commun adopté par le PS et le PCF, estimant que ces partis « ont choisi de ne pas […] proposer un programme socialiste ».
D'un point de vue économique, Michel Rocard vante alors les vertus de l'autogestion yougoslave : « La performance économique de la Yougoslavie autogestionnaire est en termes globaux une des plus remarquables du monde entier ». Il soutient encore cette idée en 2009 en prenant ses distances vis-à-vis du modèle historique de l'État yougoslave.
Lors de la campagne présidentielle de 1974, il soutient François Mitterrand. Mais en octobre, lorsqu'il propose au PSU de rejoindre le PS, il est mis en minorité (40 %). Il quitte alors le PSU et participe aux Assises pour le Socialisme (12-13 octobre 1974) qui préparent l’entrée au PS des minoritaires du PSU et de certains militants proches de la CFDT comme Jacques Chérèque. Son entrée au Parti socialiste date de décembre 1974. Il devient membre du bureau exécutif en février 1975 et secrétaire national chargé du secteur public. Il est élu maire de Conflans-Sainte-Honorine en 1977, à la tête d’une liste d’Union de la gauche ; il conserve ce mandat jusqu'en 1994. Il reconquiert le siège de député de la circonscription de Conflans aux législatives de 1978. Le 19 octobre 1980, il annonce sa candidature à la candidature du PS pour la présidentielle de 1981, mais la retire le 8 novembre suivant, lorsque François Mitterrand annonce la sienne. L'antagonisme qui couvait entre les deux hommes depuis au moins 1977 dure jusqu'à la mort de Mitterrand, en 1996.

### «Deuxième gauche»
La fin des années 1970 marque l'avènement au sein du Parti socialiste du « rocardisme », également appelé « nouvelle gauche » ou « deuxième gauche ». Celle-ci affiche une tendance décentralisatrice (congrès de Nantes, 1977), puis ouvertement hostile aux nationalisations intégrales (à 100 %) préparées par les mitterrandistes (congrès de Metz, 1979). Il profite du procès contre des membres du FLB, durant lequel il témoigne en faveur des accusés, en novembre 1979, pour justifier ses appels à la décentralisation : « Je sens profondément que ce mouvement centralisateur, commencé par Philippe le Bel, doit s'arrêter ».
Alors que sa popularité est très élevée, Michel Rocard apparaît à partir de 1978 comme le plus vraisemblable des présidentiables et comme une figure incontournable du paysage politique français. En s'opposant aux « nationalisations à outrance » et en acceptant l'économie de marché, le rocardisme semble être à l'opposé des positions défendues par le Parti communiste dans les négociations du Programme commun. Les rocardiens se réclament souvent de la pensée de Pierre Mendès France lorsqu’ils prônent une politique économique « réaliste » et une culture de gouvernement.
Dans les années 1980, Michel Rocard, avec Jacques Delors, impulse la traduction en français des ouvrages de Friedrich Hayek. Selon Jean-Pierre Chevènement, c'est ainsi que les principes de l'économie néolibérale sont importés en France.

### Entrée au gouvernement

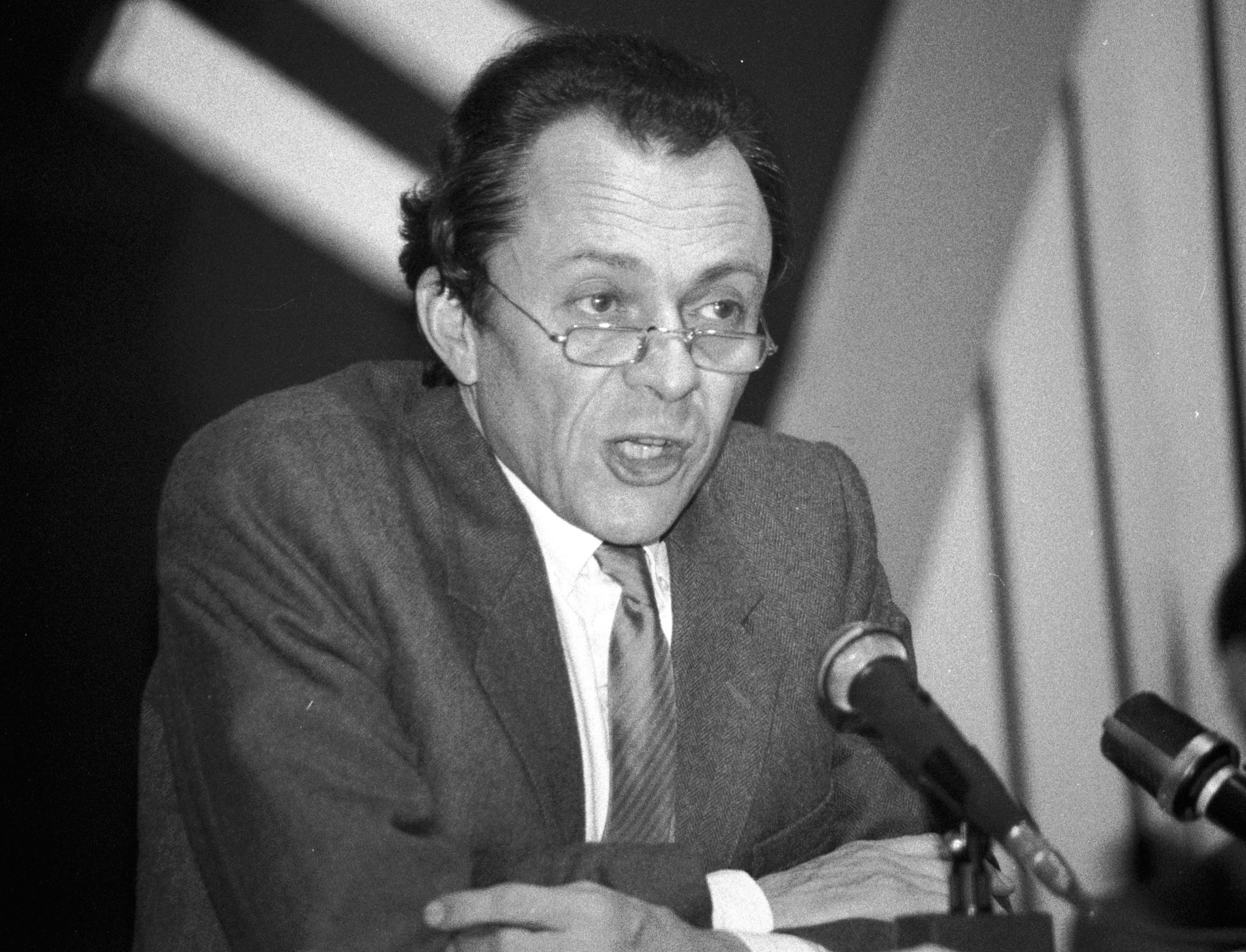
Michel Rocard en 1981.

Il devient ministre d'État, ministre du Plan et de l'Aménagement du territoire dans les deux premiers gouvernements Pierre Mauroy, du 22 mai 1981 au 23 mars 1983. Michel Rocard a également la tutelle du Conseil supérieur de la coopération. Mais il vit cette nomination à un ministère technique comme une humiliation du chef de l'État, qui ne lui aurait pas pardonné d'avoir voulu le supplanter dans la course présidentielle,.
Il confie par la suite qu'il était le seul à craindre les dérives économiques pouvant résulter des nationalisations promises. Il déclare que bien qu'il fût ministre d'État, il n'avait pas plus de prérogatives que les autres, et que François Mitterrand n'avait pas vraiment l'intention de suivre le Plan mis en place. Il demanda à Mauroy l'aménagement du territoire, qu'il obtint, et l'ajout de l'économie sociale, sans succès. Malgré tout, il déclare avoir créé le concept, ses outils, son conseil supérieur, sa banque et son groupement financier associé.
Son action pendant ces années est notamment marquée par la loi du 29 juillet 1982, dont il est à l'origine et qui établit les contrats de plan État-Région.
Il est ensuite nommé ministre de l'Agriculture dans le gouvernement Pierre Mauroy III, fonction qu'il conserve dans le gouvernement Laurent Fabius. Il démissionne de son poste le 4 avril 1985, affirmant qu'il est opposé à l'instauration du mode de scrutin proportionnel pour les élections législatives de 1986, ce mode favorisant les députés du Front national et affaiblissant la droite parlementaire, grande favorite du scrutin. En réalité, il se serait senti spolié par Laurent Fabius, qui met en avant la « modernisation » de la France, une thématique chère à Michel Rocard,.

### Premier ministre

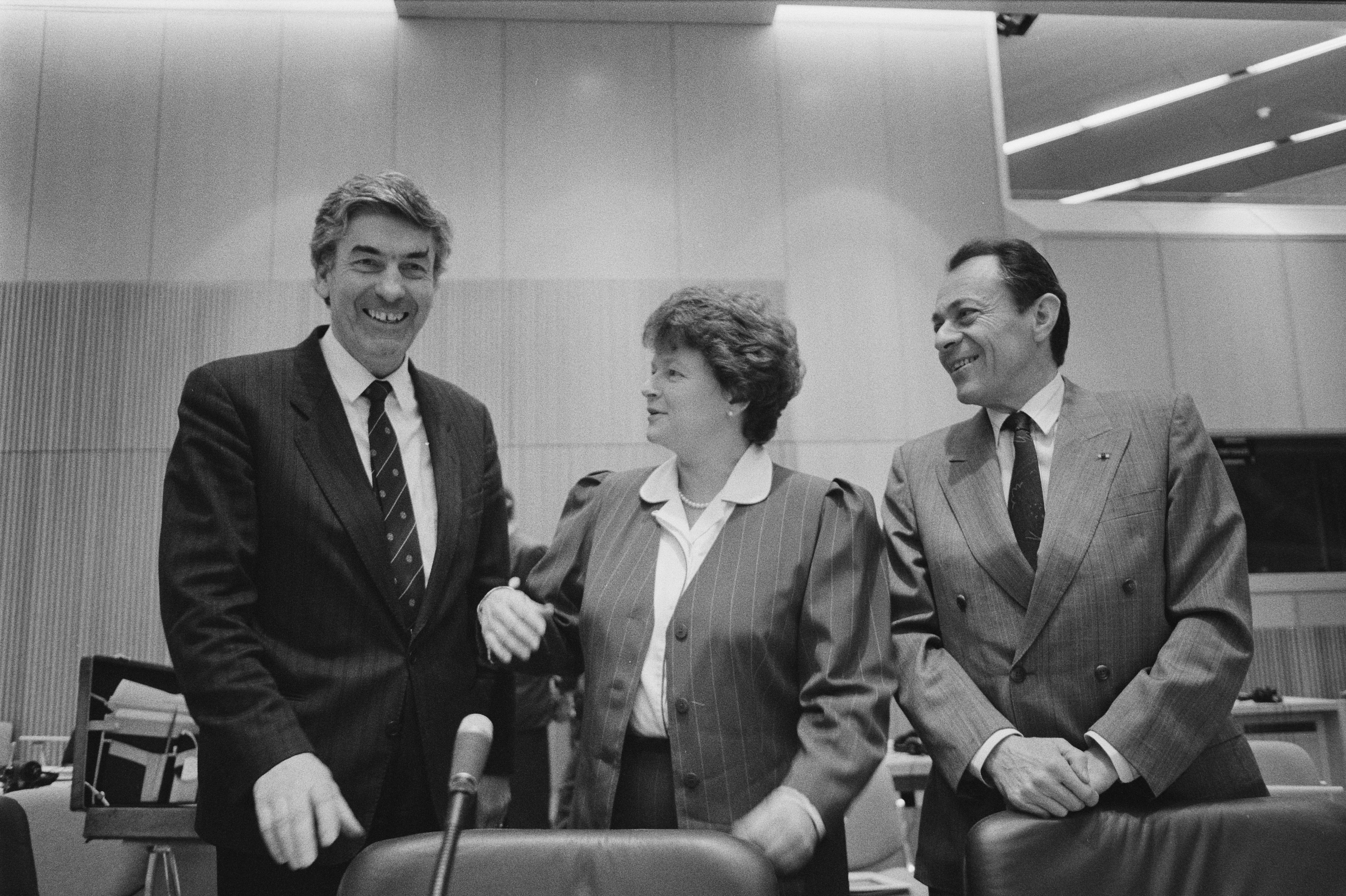
Michel Rocard (droite) avec le Premier ministre néerlandais Ruud Lubbers (gauche) et la Première ministre norvégienne Gro Harlem Brundtland (centre), en 1989.

#### Nomination et contexte politique
Michel Rocard est nommé Premier ministre, le 10 mai 1988, au début du second septennat de François Mitterrand. La principale raison de ce choix pragmatique réside dans la volonté d'ouverture vers le centre de Mitterrand, et que Michel Rocard, par ailleurs très populaire, aurait été le mieux à même de réaliser. Peu avant sa nomination à Matignon, ce dernier avait déclaré à Ambroise Roux en 1987 : « Je vais le nommer puisque les Français semblent en vouloir […] Mais vous verrez, au bout de dix-huit mois, on verra au travers »,. On fait référence également à une citation cinglante, dans laquelle Mitterrand, interrogé sur ses successeurs potentiels à la présidence, déclare en off « par ordre de préférence : Jacques Delors, François Léotard, Raymond Barre, Giscard d'Estaing, mon chien, Michel Rocard ». Les analystes font remarquer que Mitterrand ne facilite pas la tâche de son Premier ministre durant son mandat, Rocard déclara que « la cohabitation Mitterrand-Chirac était plus heureuse ». Des journalistes interprétèrent même la fameuse randonnée du 19 avril 1988 au pic Saint-Loup comme une manœuvre pour humilier et railler Rocard, sa tenue vestimentaire étant inadaptée,,.
Il détient le record du plus grand nombre de ministres dans son gouvernement sous la Ve République avec 49 membres. Pierre-Emmanuel Guigo relève que Michel Rocard, ayant pris ses distances avec les « ressources « modernes » de la communication à partir du début des années 1980 et devenant ainsi « plus réticent à intervenir à la télévision, et hostile aux journalistes », « ne participera qu'à trois grandes émissions politiques » comme Premier ministre, « établissant ainsi un record de silence pour cette fonction ».
Durant son mandat de Premier ministre, Michel Rocard dispose comme résidence secondaire de La Lanterne, ancien pavillon de chasse situé dans le domaine du château de Versailles. Il fait procéder à des travaux de rénovation, fait ajouter une piscine et un court de tennis[réf. nécessaire].

#### Utilisation record de l'article 49.3 de la Constitution
Les résultats des élections législatives de juin 1988 entraînent la formation d'un second gouvernement Michel Rocard. N'ayant pas la majorité à l'Assemblée nationale, pendant ses trois années à Matignon, Michel Rocard recourt 28 fois à l'article 49 alinéa 3 de la Constitution, pour 13 textes, ce qui fait de lui le chef de gouvernement ayant le plus souvent utilisé cette procédure facilitant l'adoption d'un texte par l'Assemblée nationale. Furent votés par cette procédure la création du CSA, des lois de finances ou encore la loi de programmation militaire. Dans le même registre, le recours au vote bloqué devient régulier, alors que le PS s'est engagé dans ses propositions de 1981 à le limiter. 

#### Économie
Michel Rocard arrive au pouvoir dans une période de croissance économique (3,8 % en 1988) au moment où un dollar faible aide l'industrie exportatrice française. Il bénéficie, du fait de la progressivité de l'impôt, de recettes fiscales exceptionnelles.
Influencé par le père Joseph Wresinski, il instaure le revenu minimum d'insertion (RMI) le 12 octobre 1988, l’un des rares projets de loi votés à l'Assemblée à l'unanimité. Présenté comme une assistance temporaire pour aider les chômeurs en fin de droits à se réinsérer, il deviendra un potentiel revenu à long terme. L'absence de projet d'insertion et d'encadrement prévu à cet effet permit très rapidement à ses détracteurs de dire que du sigle RMI, le « I » d'insertion était « jeté aux oubliettes ». Selon ceux-ci, le prétexte de la réinsertion était le motif nécessaire pour faire passer la loi, alors que ses promoteurs n'ignoraient pas que l'administration n'avait aucunement les moyens de suivre les bénéficiaires et de leur proposer des « projets d'insertion ».
Il fait adopter par l'Assemblée le 19 novembre 1990 la loi sur la Contribution sociale généralisée (CSG), nouvel impôt prélevé à la source dont l'assiette est constituée de tous les revenus, qu'ils proviennent du travail ou du patrimoine. Simultanément, il diminue les charges assises sur les salaires de façon à favoriser l'emploi sans modifier le montant global des prélèvements obligatoires. Par la suite, le montant de la CSG s'est accru jusqu'à représenter en 2010 le double du produit de l'impôt sur le revenu, soit 6 % du revenu national.
Michel Rocard est l'instigateur en 1991 du premier « livre blanc sur les retraites », un diagnostic général de l'état des finances qui soulignait la nécessité de modifier le système de retraites existant alors. Par la suite, il conseillera le rapprochement du régime des fonctionnaires sur celui du privé, mais restera opposé à l'augmentation de l'âge de la retraite au-delà de 60 ans qui est, selon lui, « un chiffon rouge » qui cache la complexité des situations réelles. Selon lui, la réforme des retraites en France en 2010 permet de « gagner un répit de dix ans sur le plan comptable » sans résoudre le fond du problème : « Le problème des retraites reste devant nous ».

#### Immigration
Dans un article du Monde, en 1996, puis au 70e anniversaire de la Cimade, en 2009,, Michel Rocard se plaignit de ce que les médias et les politiques tronquaient, en la citant sous la forme « La France ne peut pas accueillir toute la misère du monde », une phrase de lui dont la teneur exacte était, selon lui : « La France ne peut accueillir toute la misère du monde, mais elle doit en prendre fidèlement sa part ». Cependant, cette phrase ne trouve pas de trace dans les archives et les discours référant à la simple et ferme première expression sont nombreux. 
Michel Rocard a bel et bien prononcé la version courte de la phrase, au moins à deux reprises : le 3 décembre 1989, à l'émission 7 sur 7, et le 7 janvier 1990, devant des élus socialistes originaires du Maghreb,. Dans les deux cas, il s'agit de justifier une politique anti-immigrationniste. (« Aujourd'hui je le dis clairement la France n'est plus, ne peut plus être, une terre d'immigration. Je l'ai déjà dit et je le réaffirme : « nous ne pouvons accueillir toute la misère du monde » », le 7 janvier 1990). Ce n'est que le 4 juillet 1993, à une nouvelle émission de 7 sur 7, que Michel Rocard, qui cherche à se distancier de la droite revenue au pouvoir et à qui l'animatrice rappelle sa phrase célèbre, donne à sa position une forme moins absolue. Dans cette nouvelle version, il ne dit d'ailleurs pas que la France doive prendre une part de la misère du monde, mais seulement traiter le mieux possible la part qu'elle en a déjà : « laissez-moi lui ajouter son complément, à cette phrase : je maintiens que la France ne peut pas accueillir toute la misère du monde. La part qu’elle en a, elle prend la responsabilité de la traiter le mieux possible. Mais à partir de là, ce n’est pas non plus une raison pour que la France se charge de toutes les xénophobies du monde ».

#### Nouvelle-Calédonie
Le 26 juin 1988, Michel Rocard fait signer les accords de Matignon entérinant les droits de la Nouvelle-Calédonie à l’autodétermination et mettant fin aux violences sur l’île. Cette action pour la pacification de la Nouvelle-Calédonie est, selon lui, ce qu'il a fait de mieux au gouvernement, mais c'est aussi l'action pour laquelle il dit avoir subi les pires attaques.

#### Plan national de renseignement
Avec son conseiller à la sécurité Rémy Pautrat, auparavant directeur de la DST, il relance le Comité interministériel du renseignement (CIR) et un Plan national de renseignement visant à ce que Matignon prenne une part active dans l'orientation générale de la recherche des services en France plutôt que la laisser à la seule initiative de ces derniers.

### Premier secrétaire du Parti socialiste

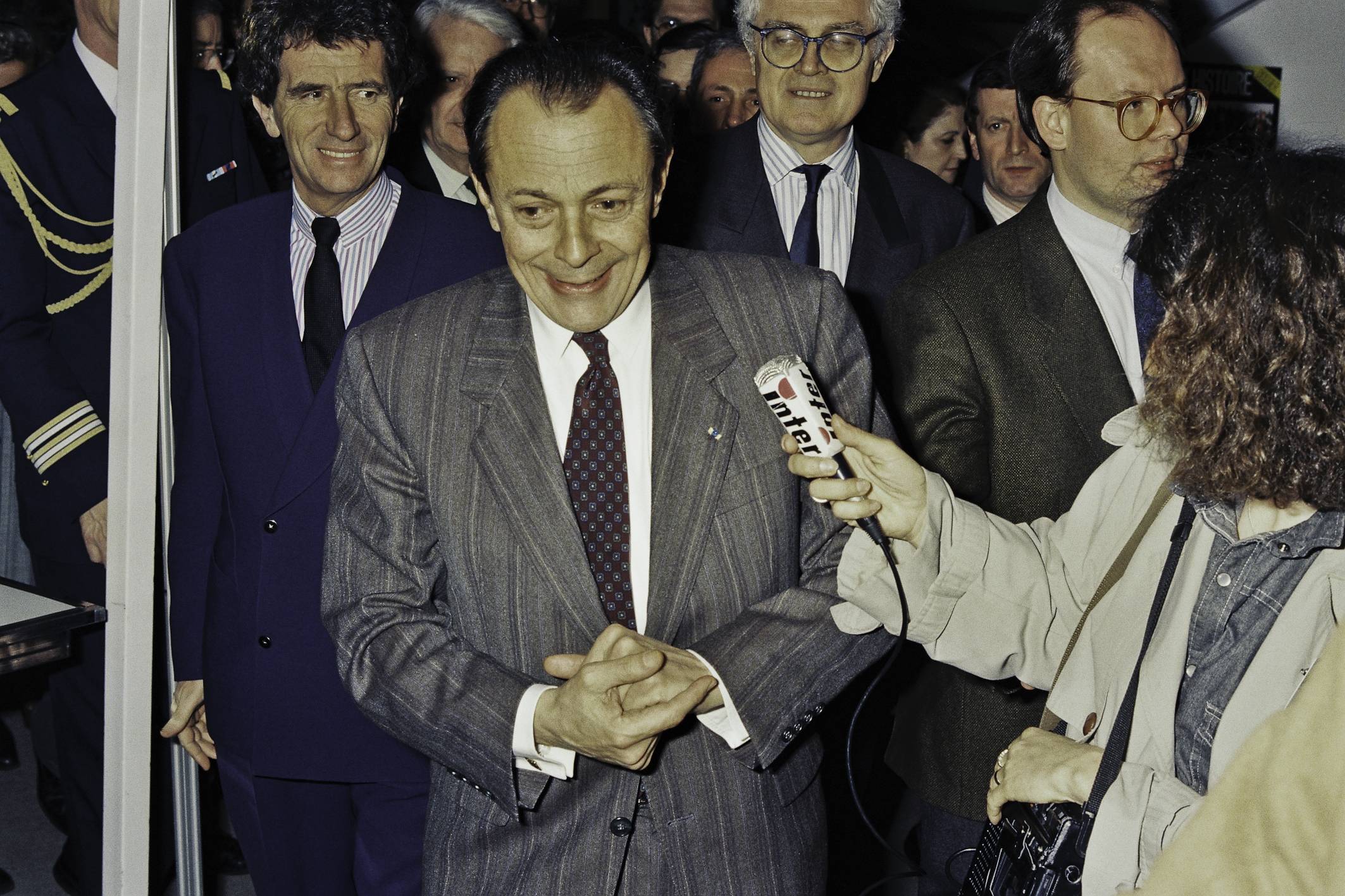
Michel Rocard au salon du livre de Paris en 1991.

Le 15 mai 1991, François Mitterrand, avec qui sa mésentente est alors de notoriété publique, lui demande de démissionner de sa fonction de Premier ministre et le remplace à ce poste par Édith Cresson.
En février 1993, alors que le Parti socialiste est promis par les sondages à une déroute électorale aux élections législatives de mars, Michel Rocard plaide pour une rénovation du PS, en affirmant que la gauche française a besoin d'un « big bang » : l'expression attire l'attention des médias qui voient là l'émergence d'une possible alternance de gauche au mitterrandisme. Lors du scrutin législatif au cours duquel les socialistes sont lourdement défaits, Michel Rocard est lui-même battu dans sa circonscription des Yvelines par Pierre Cardo, maire UDF de Chanteloup-les-Vignes ; malgré cet échec personnel, il devient en octobre de la même année premier secrétaire du PS, le premier à être élu par les délégués au congrès national. Il remanie profondément les institutions dirigeantes du parti donnant notamment son autonomie au MJS.
Il choisit d'être tête de liste aux élections européennes de juin 1994, lors desquelles il doit subir la concurrence de la liste radicale de Bernard Tapie, soutenue discrètement par François Mitterrand. À la suite du mauvais score de sa liste (14,5 %), une coalition Emmanuelli-Fabius le met en minorité au conseil national du PS et il doit démissionner de son poste de premier secrétaire le 19 juin 1994, remplacé par Henri Emmanuelli, qui convoque dans l'urgence un congrès à Liévin.
Revenant sur cet épisode, il déclare qu'avoir accepté le poste de premier secrétaire est « la faute de [sa] carrière ». Michel Rocard doit alors abandonner l'idée d'une deuxième candidature présidentielle que les médias lui prêtent depuis 1981. Il est élu sénateur des Yvelines le 24 septembre 1995.

### Implication dans l'Union européenne
Il démissionne de son mandat de sénateur en 1997, car le Premier ministre Lionel Jospin lui a demandé de choisir entre le Sénat et le Parlement européen, où il siège de 1994 à 2009, et où il s'illustre par son opposition aux brevets logiciels dans l'Union européenne. Il exerce plusieurs fonctions au Parlement européen en présidant les commissions de la coopération et du développement (1997-1999), puis de l'emploi et des affaires sociales (1999-2002) et enfin de la culture (2002-2004).
Michel Rocard est un fervent défenseur de l'entrée de la Turquie dans l'Union européenne. Il a d'ailleurs écrit un plaidoyer concernant ce sujet : selon lui, « la Turquie est un enjeu stratégique » et « une vraie chance pour l'Europe ». Il met en avant les arguments liés à l'accès aux routes énergétiques, une plate-forme de paix dans le Caucase, les Balkans et le Proche-Orient, une économie de marché en plein essor et une nation démocratique et laïque : « La Turquie représente une démocratie chrétienne à la mode musulmane à la fois économiquement libérale et conservatrice sur le plan des mœurs ». Selon Pascal Gauchon, l'ensemble des analyses de Michel Rocard concernant le « tropisme européen » de l'AKP de Recep Tayyip Erdoğan seront démenties par la réalité.
Dans un livre en forme de dialogue avec l'ancien commissaire européen Frits Bolkestein publié en 2006, Michel Rocard va jusqu'à estimer que « viendra un jour où on débaptisera l'Union européenne, parce que, comme Français, je suis obligé de vous dire que quand l'Algérie sera là, nous serons plus tranquilles ».

### Dernières activités politiques

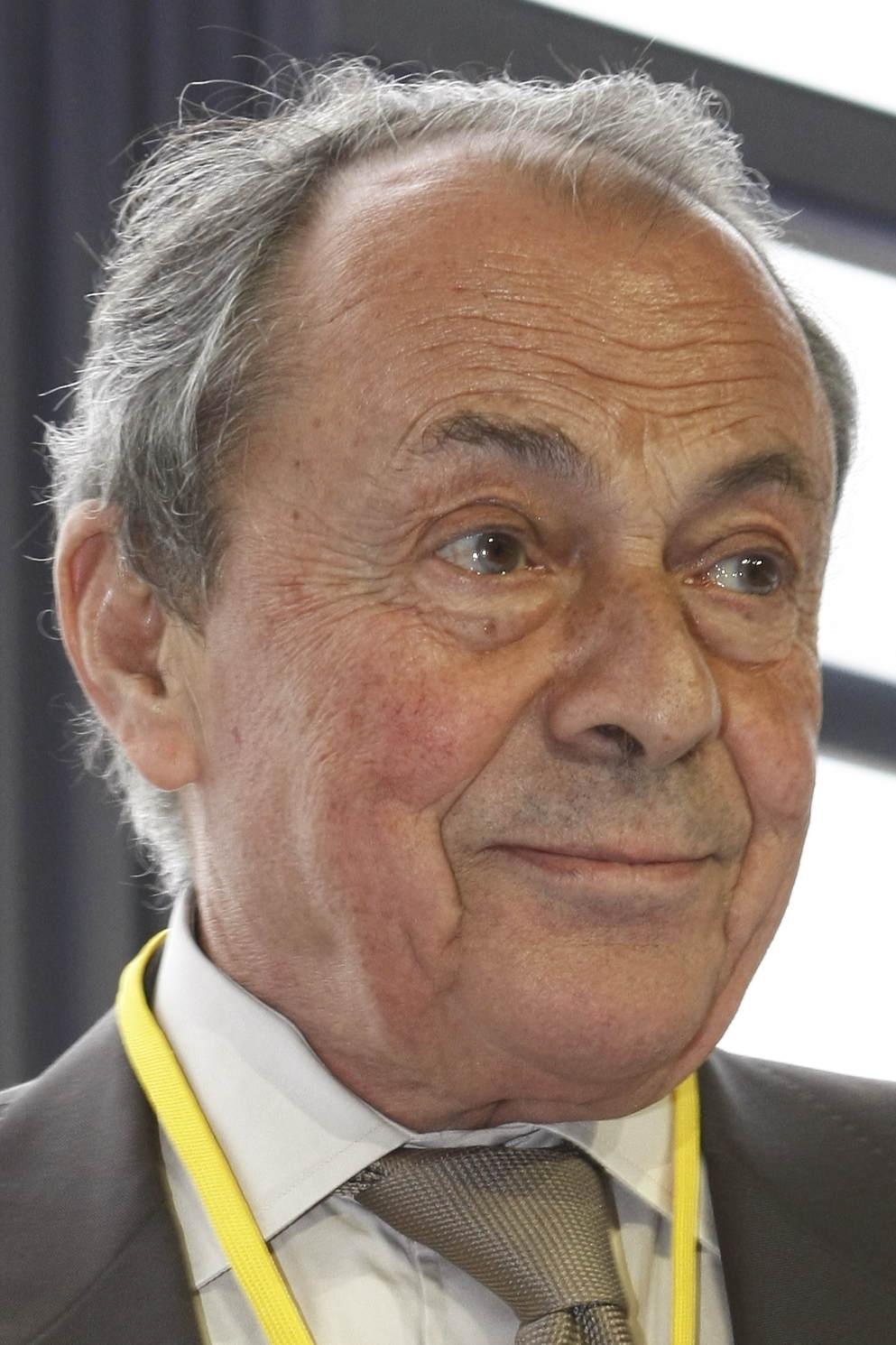
Michel Rocard en 2008.

Un mois avant le premier tour de l'élection présidentielle de 2007, il tente en vain de convaincre Ségolène Royal de se désister en sa faveur, pensant pouvoir éviter la défaite de la gauche face à Nicolas Sarkozy,. La candidate socialiste le charge de rédiger un rapport-programme sur le numérique qui sera publié sous le titre République 2.0 - Vers une société de la connaissance ouverte. Il se prononce dans Le Monde du 13 avril 2007, soit neuf jours avant le premier tour, pour un accord Royal-Bayrou,.
Soutien de Bertrand Delanoë au congrès de Reims l’année suivante, il menace de quitter le Parti socialiste en cas de victoire de Ségolène Royal, qui perd finalement face à Martine Aubry,.
En août 2007, il est membre de la « commission Pochard », sur la condition enseignante et le statut des enseignants, voulue par Nicolas Sarkozy et lancée par le ministre de l'Éducation nationale, Xavier Darcos ; il en démissionne le 31 janvier 2008 à la suite du titre d'un entretien au Figaro qu'il juge « mensonger ».
Il démissionne du Parlement européen à la fin du mois de janvier 2009, mettant fin à sa carrière d'élu politique après quinze années de présence au Parlement européen et quarante ans après son premier mandat d'élu. Le lendemain de cette annonce, il est salué par une ovation des députés du Parlement européen.
Le 18 mars 2009, Nicolas Sarkozy le nomme ambassadeur chargé de la négociation internationale pour les pôles arctique et antarctique,. En juillet 2009, il préside à la demande du gouvernement français une conférence d'experts sur l'institution d'une Contribution climat énergie et remet son rapport le 28 juillet 2009 dans lequel il préconise une taxe carbone de 32 euros par tonne de CO2.
Avec Alain Juppé, il copréside la commission chargée de réfléchir à la mise en œuvre d'un grand emprunt national, installée le 26 août 2009 par Nicolas Sarkozy. Avec l'ancien Premier ministre chiraquien, il prend position pour un désarmement nucléaire mondial. Aux côtés d'Alain Juppé, il propose de supprimer la force de dissuasion nucléaire française,.
En janvier 2013, il publie, avec l'économiste Pierre Larrouturou, un essai alarmiste sur la crise, prédisant la fin de la croissance.
Le 7 février 2013, il exprime ses réserves sur le projet de loi autorisant le mariage homosexuel, estimant que le PACS « aurait pu suffire ». Par la suite, il se montre très critique envers la politique économique de François Hollande, qu'il appelle à ne pas se représenter en 2017.

### Maladies, mort et hommage
Michel Rocard est victime d'une hémorragie cérébrale en juin 2007 en Inde, où il est opéré. Il est hospitalisé en soins intensifs en Suède en mars 2012 à la suite d'un malaise cardiaque.

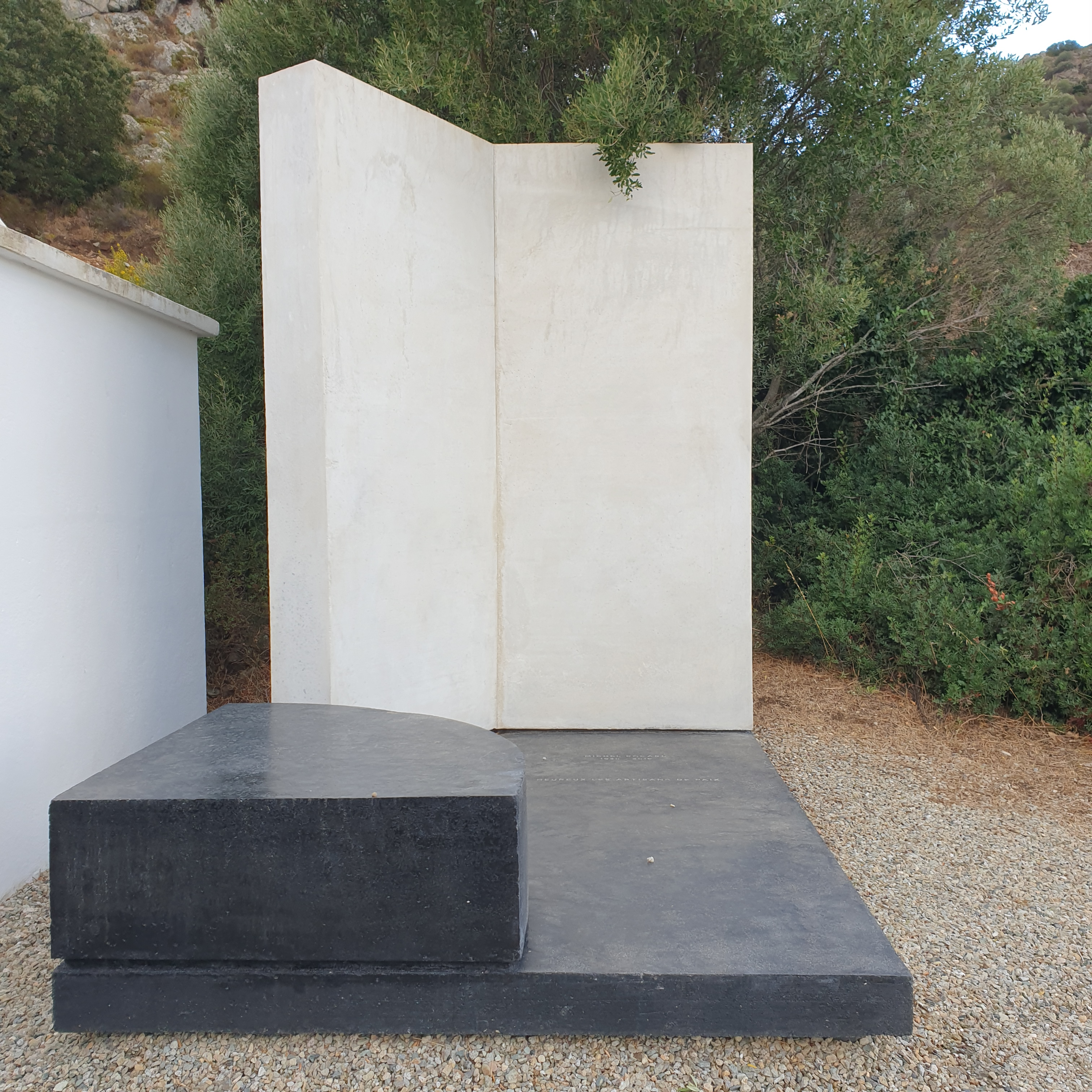
Sépulture de Michel Rocard au cimetière de Monticello (Balagne, Haute-Corse).

Grand fumeur de Gauloises sans filtre, il se déclare guéri d'un cancer en 2015, mais meurt finalement des suites de cette maladie le 2 juillet 2016, à l’hôpital de la Salpêtrière, à l'âge de 85 ans,. Ayant laissé un testament précis sur le triple hommage qu'il souhaitait à sa mort, il reçoit une cérémonie au temple protestant de l'Étoile le 7 juillet. Le même jour, un hommage national présidé par le président de la République, François Hollande, lui est rendu dans la cour d'honneur des Invalides, à Paris. Enfin, un ultime hommage lui est rendu au siège du Parti socialiste, rue de Solférino, avec une intervention du Premier ministre Manuel Valls. Il est incinéré à Paris et ses cendres sont inhumées, selon ses dernières volontés, à Monticello en Haute-Corse.

## Détail des mandats et fonctions politiques

### Fonctions gouvernementales
- Du 22 mai 1981 au 23 mars 1983 : ministre d'État, ministre du Plan et de l'Aménagement du territoire (gouvernements Pierre Mauroy I et II)
- Du 23 mars 1983 au 4 avril 1985 : ministre de l'Agriculture (gouvernements Pierre Mauroy III et Laurent Fabius)
- Du 10 mai 1988 au 15 mai 1991 : Premier ministre
- Du 18 mars 2009 au 2 juillet 2016 : ambassadeur chargé de la négociation internationale pour les pôles arctique et antarctique[113]

### Mandats parlementaires
- Du 27 octobre 1969 au 1er avril 1973 : député (non-inscrit) pour la 4e circonscription des Yvelines
- Du 3 avril 1978 au 24 juillet 1981 : député (socialiste) pour la 3e circonscription des Yvelines
- Du 2 avril 1986 au 14 mai 1988 : député (socialiste) pour le département des Yvelines
- Du 23 juin 1988 au 23 juillet 1988 : député (socialiste) pour la 7e circonscription des Yvelines
- De 19 juillet 1994 au 31 janvier 2009 : député européen (PSE), élu dans la circonscription Sud-Est en 2004
- Du 2 octobre 1995 au 18 novembre 1997 : sénateur (socialiste) pour les Yvelines

### Mandats locaux
- De 1977 à 1994 : maire de Conflans-Sainte-Honorine
- De 1994 à 2001 : conseiller municipal de Conflans-Sainte-Honorine
- De 1978 à 1988 : conseiller régional d'Île-de-France

### Fonctions partisanes
- Du 25 juin 1967 au 26 novembre 1973 : secrétaire national du Parti socialiste unifié (PSU)
- Du 3 avril 1993 au 24 octobre 1993 : président de la direction provisoire du Parti socialiste (PS)
- Du 24 octobre 1993 au 19 juin 1994 : premier secrétaire du PS
- De 1994 à 1997 : membre du bureau national du PS

## Synthèse des résultats électoraux

### Élection présidentielle
| Année | Parti | Parti | 1er tour | 1er tour | 1er tour | 1er tour |
| Année | Parti | Parti | Voix     | %        | Rang     | Issue    |
| ----- | ----- | ----- | -------- | -------- | -------- | -------- |
| 1969  |       | PSU   | 816 470  | 3,61     | 5e       | Éliminé  |

### Élections législatives
| Année | Parti           | Parti | Circonscription | 1er tour | 1er tour | 1er tour              | 2d tour               | 2d tour               | 2d tour | Issue |
| Année | Parti           | Parti | Circonscription | Voix     | %        | Rang                  | Voix                  | %                     | Rang    | Issue |
| ----- | --------------- | ----- | --------------- | -------- | -------- | --------------------- | --------------------- | --------------------- | ------- | ----- |
| 1969  |                 | PSU   | 4e des Yvelines | 5 116    | 20,49    | 2e                    | 15 200                | 53,78                 | 1er     | Élu   |
| 1973  | 12 056          | PSU   | 4e des Yvelines | 24,30    | 2e       | 22 531                | 46,16                 | 2e                    | Battu   |       |
| 1978  |                 | PS    | 3e des Yvelines | 25 277   | 26,54    | 1er                   | 51 549                | 52,99                 | 1er     | Élu   |
| 1981  | 39 892          | PS    | 3e des Yvelines | 48,07    | 1er      | 52 541                | 60,31                 | 1er                   | Élu     |       |
| 1986  | Yvelines        | PS    | 176 383         | 31,04    | 1er      | Scrutin proportionnel | Scrutin proportionnel | Scrutin proportionnel | Élu     |       |
| 1988  | 7e des Yvelines | PS    | 17 832          | 47,04    | 1er      | 22 643                | 54,90                 | 1er                   | Élu     |       |
| 1993  | 7e des Yvelines | PS    | 12 093          | 27,17    | 2e       | 21 770                | 47,15                 | 2e                    | Battu   |       |

### Élections sénatoriales
Les résultats ci-dessous concernent uniquement les élections où il est tête de liste.
| Année | Partis | Partis | Département | Voix | %     | Rang | Sièges |
| ----- | ------ | ------ | ----------- | ---- | ----- | ---- | ------ |
| 1995  |        | PS     | Yvelines    | 536  | 20,17 | 2e   | 1 / 5  |

### Élections européennes
Les résultats ci-dessous concernent uniquement les élections où il est tête de liste.
| Année | Parti | Parti | Circonscription | Voix      | %     | Rang | Sièges  |
| ----- | ----- | ----- | --------------- | --------- | ----- | ---- | ------- |
| 1994  |       | PS    | France          | 2 824 173 | 14,49 | 2e   | 15 / 87 |

### Premier secrétariat du PS
| Année | Congrès | Congrès    | 1er tour | 1er tour | 1er tour | Issue |
| Année | Congrès | Congrès    | Voix     | %        | Rang     | Issue |
| ----- | ------- | ---------- | -------- | -------- | -------- | ----- |
| 1993  |         | Le Bourget | NC       | 80,91    | 1er      | Élu   |

## Affiliations
Michel Rocard est membre de l'International Advisory Board du Conseil des relations étrangères de 1999 à 2004, et administrateur du think tank (laboratoire d'idées) Les Amis de l'Europe. Avec Dominique Strauss-Kahn et Pierre Moscovici, il est cofondateur de l'association À gauche, en Europe. Il préside le conseil d'orientation scientifique de la fondation Terra Nova à partir de sa création, en 2008.
Michel Rocard est membre du Comité de soutien de l’Association Primo Levi (Soins et soutien aux personnes victimes de la torture et de la violence politique) et membre du Comité d’honneur de l'Association pour le droit de mourir dans la dignité (ADMD).
Il est fondateur du Collegium International, association qu'il préside jusqu'en 2016, avec à ses côtés Milan Kučan (premier président de la Slovénie), Stéphane Hessel, Ruth Dreifuss, Michael Doyle, Edgar Morin et Mireille Delmas-Marty.
En 2014, il participe à la création de l'association MichelRocard.org, qui valorise son héritage politique et intellectuel,. Cette association, créée à l'initiative de Pierre Pringuet, Bernard Spitz et Pierre Zémor, vise à collecter et numériser l'intégralité des œuvres de Michel Rocard.

## Distinctions honorifiques

### Décorations officielles
- Grand-croix de la Légion d'honneur (le 14 juillet 2015[121]), grand officier, en 2008 en tant qu'ancien Premier ministre[N 5].
- Grand-croix de l'ordre national du Mérite en tant que Premier ministre ayant exercé ses fonctions durant six mois au moins (1988)[122].
- Commandeur de l'ordre du Mérite agricole ex officio en tant que ministre de l'Agriculture, président du conseil de l'ordre (1983)[123]
- Officier honoraire de l'ordre national du Québec pour avoir « contribué de façon remarquable au développement du rôle international du Québec et au maintien des liens privilégiés entre les deux gouvernements » (2000)[124].
- Médaille d'honneur de l'Assemblée nationale (Québec, 2001)[125]
- Commandeur de l'ordre de l'Honneur (Grèce)
- Compagnon honoraire de l'ordre d'Australie (1992)
- Chevalier grand-croix de l'ordre du Mérite de la République italienne (1990)[126].

### Autres distinctions
- Doctorat honorifique de l'Université Laval (Québec, Canada), décerné le 9 juin 2013
- Doctorat honorifique de l'American University of Paris
- Prix « Doha Capitale Culturelle Arabe » décerné par l’Ambassade du Qatar en France[127]

### Hommages
Depuis novembre 2024, un place est nommée en sa mémoire dans le 7e arrondissement de Paris, non loin de l'Assemblée nationale.

#### Terres australes et antarctiques françaises
En 2020, sur proposition de l'Institut polaire français Paul-Emile Victor et avec le soutien de Laurent Mayet, ancien conseiller de Michel Rocard et proche de la famille de l'ancien ministre, la commission du patrimoine historique et de la toponymie des Terres australes et antarctiques françaises (TAAF) nomme « baie Michel Rocard » la baie située à l'est de Port-Martin, site de la première base antarctique française en Terre Adélie. Le 20 novembre 2021, Charles Giusti, préfet administrateur supérieur des TAAF, et Jérôme Chappellaz, directeur de l'Institut polaire français Paul-Émile-Victor, placent une plaque à l'effigie de Michel Rocard face à cette baie ; le texte indiquant le rôle de l'ancien Premier Ministre sur la protection de l'Antarctique : initiative du protocole de Madrid au traité sur l’Antarctique de 1991 avec le Premier Ministre australien Robert Hawke, ambassadeur français pour les pôles de 2009 à 2016. Le 1er janvier 2023, le service postal des TAAF émet un timbre-poste de 3,30 € à l'effigie de Michel Rocard en tenue polaire, avec carte localisant et le paysage de la baie à son nom, créé par Sophie Beaujard, imprimé en taille-douce.
Un futur navire français d'observation polaire dont la construction est annoncé par Emmanuel Macron en 2023 sera baptisé Michel Rocard.

## Sources
- Les papiers personnels de Michel Rocard sont conservés aux Archives nationales sous la cote 680AP (répertoire détaillé)
- La plupart de ses discours et livres ont été numérisés par l'association MichelRocard.org et sont accessibles sur le site michelrocard.org. Y sont également présents un grand nombre de photographies et de vidéos[118].

## Ouvrages
- Jacques Malterre (pseudonyme) et Paul Benoist, Les Partis politiques français, Paris, TC, coll. « Bibliothèque de l'homme d'action », 1957, 775 p. (BNF 32412708).
- Le PSU et l’Avenir socialiste de la France, Seuil, 1969.
- Le Marché commun contre l’Europe, Seuil, 1973. Face au défi des « multinationales » le socialisme sera européen ou ne sera pas (avec Bernard Jaumont et Daniel Lenègre).
- Propositions pour sortir de la crise (avec collaborateurs), Cerf, 1974.
- L’Inflation au cœur, Gallimard, 1975 (avec Jacques Gallus).
- Parler vrai, textes politiques (1966-1979), Seuil, 1979.
- Un pays comme le nôtre, textes politiques, Paris, Seuil, 1986-1989.
- Le Cœur à l’ouvrage, Paris, Odile Jacob/ Seuil, 1987.
- Un contrat entre les générations, Gallimard, 1991.
- La Nation, l’Europe, le monde (avec Aline Archimbaud et Félix Damette), 1995.
- Éthique et démocratie, Genève, Labor et Fides, 1996.
- L’Art de la paix/ l’Édit de Nantes (avec Janine Garrisson), Biarritz, Atlantica, 1997.
- Les Moyens d’en sortir, Seuil, 1998.
- Mutualité et droit communautaire, Paris, la Documentation française, 1999.
- Mes idées pour demain, Odile Jacob, 2000.
- Entretien avec Judith Waintraub, collection « Mémoire vivante », Flammarion, 2001.
- Pour une autre Afrique, Paris, Flammarion, 2001.
- Rapport sur les camps de regroupement, Fayard, 2003.
- Si la gauche savait, entretiens avec Georges-Marc Benamou, Paris, Robert Laffont, 2005, 16 × 24 cm, 372 p.  (ISBN 978-2-221-10435-4).
- Peut-on réformer la France ?, entretiens avec Frits Bolkestein, Paris, Autrement, 2006, 124 p.  (ISBN 978-2-7467-0858-7).
- République 2.0 – Vers une société de la connaissance ouverte, 2007.
- Oui à la Turquie, (avec Ariane Bonzon), Hachette Littératures, 2008  (ISBN 978-2-01-237625-0).
- Notre Europe, avec Nicole Gnesotto, Robert Laffont, 2008  (ISBN 978-2-221-11098-0).
- « Faire de Strasbourg la capitale intellectuelle de l'Europe », article (signé en collaboration avec Éric Kaija Guerrier, Véronique Kretz et Charlotte Ricateau-Pfersdorff), publié dans le no 7 de la Revue Le Diable probablement, Éditions Verdier), septembre 2009.
- Si ça vous amuse. Chronique de mes faits et méfaits, mémoires, Flammarion, 2010  (ISBN 978-2-08-123790-2).
- La Politique telle qu'elle meurt de ne pas être, entretien avec Alain Juppé mené par Bernard Guetta, JC Lattès, 2011  (ISBN 978-2-7096-3577-6).
- Weepers Circus, N'importe où, hors du monde (2011). Il s'agit d'un livre-disque dans lequel participe une quarantaine d'invités aux titres d'auteurs ou d'interprètes : Michel Rocard y signe un texte inédit (non mis en musique) consacré à sa propre interprétation de ce titre énigmatique de N'importe où, hors du monde.
- Mes points sur les i - Propos sur la présidentielle et la crise, préface de François Hollande, Éditions Odile Jacob, 2012.
- La Politique ça vous regarde ! Gallimard Jeunesse, 2012.
- Avec Pierre Larrouturou, La Gauche n'a plus le droit à l'erreur, Flammarion, 2013  (ISBN 2081282445).
- Suicide de l'Occident, suicide de l'humanité ?, Flammarion, 2015  (ISBN 978-2081332188).
- Lettre aux générations futures, en espérant qu'elles nous pardonneront, entretien avec Mathias Thépot, Bayard, 2015  (ISBN 978-2-227-48772-7).
- Que reste-t-il du socialisme ?, Flammarion, 2017  (ISBN 978-2-08-138296-1).

## Dans les arts et la culture populaire

### Filmographie

#### Télévision
- 1982 : dans Le Bébête Show il est parodié en tant que corbeau sous le nom de Rocroa.

### Théâtre
Michel Rocard est, avec François Mitterrand, le principal protagoniste de la pièce politique de Georges Naudy L'opposition, Mitterrand vs Rocard (2020). L'intrigue revient sur la rivalité qui opposa les deux hommes pour obtenir l'investiture socialiste à l'élection présidentielle de 1981. Son rôle est interprété par Cyrille Eldin,.